# Johann Babor
Johann Babor auch Jan Babor OSB (* 8. März 1762 in Radomischel in Böhmen; † 21. November 1846 in Olschan bei Prossnitz) war ein böhmischer Benediktiner und Hochschullehrer.

## Leben
Johann Babor stammte aus ärmlichen Verhältnissen und verlor seinen Vater im Alter von neun Jahren. Er wurde von einem Verwandten aufgezogen, der ihn in der deutschen Sprache unterrichten und bei den Jesuiten Latein erlernen ließ.
Er verbrachte einen Teil seiner Kindheit und Jugendzeit in Böhmisch Krumau und besuchte das Gymnasium (siehe Gymnasium Leopoldinum) in Passau.
1780 trat er als Novize in den Orden der Benediktiner im Stift Seitenstetten beim Abt Ambros Rixner (1735–1812) ein und studierte an der Hauslehranstalt des Stifts von 1781 bis 1783 Moral und Dogmatik.
Er studierte 1783 Theologie an der Universität Wien, unter anderem bei Freiherr Bernhard von Jenisch (1734–1807), Ferdinand Stöger (1737–1816) und Matthias Dannenmayer. Während des Studiums kam er 1785 an das geistliche Generalseminar (siehe Wiener Priesterseminar) und wurde zum Priester und Seelsorger ausgebildet; dort wurde er Repetitor der Kirchengeschichte und später der hebräischen Sprache und der Hermeneutik des Neuen Testaments; 1786 wurde er zum Studienpräfekten ernannt.
Er entschied sich, kein Mönch zu werden und wurde 1787 zum Weltpriester geweiht.
1789 wurde er, als Nachfolger von Johann Jahn, ordentlicher Professor der Hermeneutik des Alten und des Neuen Testamentes an der Universität Olmütz. 1792 promovierte er zum Dr. theol. und wurde 1794 Lehrer der orientalischen Sprachen und der Dogmatik am Lyzeum in Olmütz; später wurde er Rektor des Lyzeums.
Als Präses des Studienkonsesses in Mähren und Schlesien stand er jenem Gremium vor, das ein Vorschlagsrecht bei Lehrstuhlbesetzungen hatte, an Bücherbeschaffung und Stipendienverteilung beteiligt war und Aufgaben der Sittenaufsicht wahrnahm.
Krankheitsbedingt zog er sich 1804 von seinem Lehramt zurück und erhielt die Pfarrei in Sternberg in Mähren; gleichzeitig erfolgte seine Beförderung zum Konsistorialrat. 1799 wurde er zum Dekan und 1804 zum Schulinspektor des Sternberger Bezirks ernannt. Um sich der wissenschaftlichen Arbeit widmen zu können, bat er 1818 in die Pfarrei in Olschan bei Prossnitz wechseln zu dürfen.
1832 war er Direktor der Theologischen Fakultät an der Universität Olmütz.
Er sprach fließend Deutsch, Tschechisch, Latein, Italienisch, Griechisch und beherrschte auch Hebräisch, Chaldäisch, Arabisch und Syrisch.
Er entwickelte ein besonderes Interesse an der Geschichte der Exkommunikation, wobei er zum Schluss kam, dass die Kirche selbst dieses an sich wichtige Instrument durch allzu häufige Anwendung seiner Kraft und Wirkung beraubt habe; dies führte zu heftiger Kritik, weil er in seiner Argumentation auch das Papsttum angriff.
Zu seinen Schülern gehörte unter anderem Johann Evangelist Macha (1798–1845).

## Schriften (Auswahl)
- Kritische Untersuchung, ob die sogenannte Weissagung Jakobs vom Messias handle? 1789 (Digitalisat).
- Der Ursprung, Fortgang und Schicksale der Excommunication und des Interdicts unter den Christen. Wien 1791.
- Allgemeine Einleitung in die Schriften des alten Testaments. Wien 1794 (Digitalisat).
- Die Alterthümer der Hebräer. Wien, 1794 (Digitalisat).
- Ueber die Abstammung der Deutschen. Wien, 1798 (Digitalisat).
- Johann Babor; Engelbert Klüpfel: Francisco Polaschek: Institutiones theologiae dogmaticae. 1800.
- Uebersetzung des neuen Testaments mit Anmerkungen.
  - Band 1. Wien, 1805 (Digitalisat).
  - Band 2. Wien, 1805 (Digitalisat).
  - Band 3. Wien, 1805 (Digitalisat).
- Ueber die philosophische Historiographie. Wien, 1818 (Digitalisat).
- Wohlthätige Leitungen der göttlichen Vorsehung bei Kriegen. Wien, 1820.